# ليز كارول
ليز كارول (بالإنجليزية: Liz Carroll)‏ هي عازفة كمان ‏ أمريكية، ولدت في 19 سبتمبر 1956 في شيكاغو في الولايات المتحدة.

## وصلات خارجية
- الموقع الرسمي
- ليز كارول على موقع ميوزك برينز (الإنجليزية)
- ليز كارول على موقع أول ميوزيك (الإنجليزية)
- ليز كارول على موقع ديسكوغز (الإنجليزية)
- ليز كارول على موقع ديسكوغز (الإنجليزية)